# ラジヲマン
『ラジヲマン』は、あさりよしとおによる日本の漫画作品、及び当該作品中の主人公の名前。なお、作品表紙ではRadioactive-Manの英字作品名が使用されている。

## 概要
ラジヲとは、放射能 (Radioactive)を由来とする単語と推察されるが、それが、一般大衆にとって、不可解で、なにか恐ろしいものであるという印象をもたれていることを表すニュアンスとしてこのように表記されている。小説雑誌『グリフォン（朝日ソノラマ）』（1992年11月号〜1994年5月号 季刊）に連載されていたが、休刊の為未完となっている。2007年には月刊COMICリュウに1999年に発生した東海村JCO臨界事故をモチーフとした特別編が掲載された。
内容はラジヲマンこと桜木武士が悪の敵と闘うというものだが、ネタ的に「プルトニウムは飲める」「一次冷却水で風呂を入れる」「放射能を浴びて元気になろう」等の原子力ブラックユーモアをメインに据えたドタバタブラックギャグ漫画。
単行本は、朝日新聞出版から2010年11月に発売される予定があったものの、2011年2月発売予定、同3月発売予定、同9月発売予定と発売の延期を繰り返した。2011年3月の東日本大震災による福島第一原子力発電所事故を受け、ストーリーに原発を含むことから、2011年8月に無期延期の広報がなされた。

## 登場アイテム

### 装備･武器
原子力スーツ
志半ばで逝った植木屋の父から受け継いだ原子炉を搭載したスーツ。左胸に小型原子炉、背中に四基の冷却塔を装備しており、放射線漏れの為に暗闇では全身が光る。原子力マークの付いた格納容器の蓋を開けて叫ぶ決め台詞は「叡智の光だ!」
原子力ゴーグル
X線でどんな物でも見透す。ただし被視者に健康被害を与える。
原子力トーチ
原子力を利用したバーナー。一億度の炎はどんな物質も溶断する。ただし周囲に深刻な放射能汚染と健康被害をもたらす。
ソーラー仮面探知機
科学と原子力に仇なすソーラー仮面を探知する。
原子力カー『ニュートロン号』
二人乗り六輪車。車体前方に原子炉を搭載し、後部に四基の冷却塔を装備しており、車体中央に走る配管の両側に座席がある。右ハンドルで三葉虫を思わせる流線型をしたオープンカー。景気よく吹き上げる蒸気は一次冷却水である。
原子力ミサイル
ラジヲマンの切り札。推進器は原子力だが弾頭は通常弾頭なので核ミサイルではない。図解から、推進剤を炉心で過熱膨張させて推力を得ると見られる。同様の兵器が実際に構想されている。
嘘発見器
某花札屋が出していた何たらテスターを原子力電池でパワーアップした物。

### 原子力グッズ
原子蚊取り機
小型原子炉内蔵で放射線で蚊を取る。ただし蚊以外（蝉、犬、鳥等）も一緒に落ちる。放射線は鉛以外はすべて貫通するので隠れた害虫にも効果がある。
原子炊飯器
別名「原子ガマ」。強い火力で一気に炊き上げるため、飯粒がつやつやと光り輝く。ちなみに暗くするともっと良く光る。
コバルトストロンチウム温泉
人工温泉。炉心の真上に湯船を設置し、原子の力でお湯を沸かす(=一次冷却水)。ラジウム・ラドン温泉の数千倍の原子力でどんな疲労した肉体も一発。一度湯に浸かればたちまち原子力が体中を駆け巡り、全身の細胞一個一個が活性化する。効能はめまい・吐き気・脱力感・歯茎からの出血・抜け毛・下痢・血尿。別名「原子力五右衛門風呂」。
原子力食品
一口数千キュリー。肉体の隅々に原子力が行き渡り、体力が落ちている時に良い。代表は原子力スパゲッティー。
原子力犬「むつ」号
桜木の飼っていた愛犬むつが事故で死亡した為にサイボーグ化したもの。胴体内部に小型原子炉を装備し、全身の筋肉は電気パルスを送って動かす。「むつ」の通った後は花が咲き乱れ、農作物は巨大な実をつけ、仲の良かった牛からは何と牛肉が二倍もとれる牛が生まれたという。第2話でテロリストの爆弾を咥えて原発より飛翔し爆発（放射能による死者は推定500人以上。犯人がどう見てもダイナマイトにしか見えない核爆弾を使った為と思われている）。VOL.5にて原子力ロボット犬として復活（原子力ミサイル装備・もちろん通常弾頭）したが、その後の出番は無い。
原子力除雪機
強力な小型原子炉のエネルギーでどんな大雪でもあっという間に消滅させる除雪機。使用方法は雪を直接炉心に押し当てること。ちなみにドクター中松はこれとまったく同じアイデアの特許を実際に出願したが、特許庁からは安全対策が一切なされていないとの理由で却下されている。
原子力警報機
ワイヤーに侵入者がひっかかると原子炉から制御棒が抜けて、炉心の温度上昇のために原子炉の警報機が作動するもの。要緊急停止。
永久カイロ
高レベル廃棄物の崩壊熱を利用しむこう数百年温度を保つカイロ。問題は箱に詰めて出荷すると自然発火すること。

### その他
レモン味のケーキ
第四話「謎の国から来た挑戦」で桜木家を訪問した遊び人の金さんに出したお菓子、名づけて『イエローケーキ』。原子力食品ではない模様。

## 登場人物
桜木武士（ラジヲマン）
若き科学者であり、表向きは大富豪。だが、ひとたび巷に事件があれば父の形見の原子力スーツに身を包み、科学の申し子ラジヲマンとなって正義のために戦う。ラジヲマンは原子の力をたくわえた未来時代のヒーローであり、目にはエックス線ゴーグル、腰には原子銃、そして胸には原子炉を装備する。
ちなみに父は普通の植木屋で、趣味で原子炉を製造。胸の炉心は時々開いて「叡智の光」を敵に見せつける。なお桜木にはなぜか体毛が全く生えておらず、普段はかつらで過ごしている。決め台詞は闇を背景に「闇を切り裂くアトムの火、未来を照らす原子力。正義と科学を愛する者、ラジヲマン!」。
内田洋行（リトル・ボーイ）
本名の由来は理科教材を販売する株式会社内田洋行。作者が過去に連載していた漫画『迷走学園』にて登場したキャラクター。変身(?)名の由来は広島に投下された原爆リトルボーイ。小学校なんかにある人体模型にそっくりな姿をしているが、この漫画で数少ない常識人。日系三世と言って桜木に雇われたらしいが後に「あんな話信じてたんですか?」と発言している。普段は桜木の助手として働いているが、有事にはラジヲマンの相棒リトル・ボーイに変身して同行する。主たる被害者その1。シメの台詞は「いい子にしてないと、君の家にもラジヲマンが行くぞ」。なお、リトル・ボーイの装着するスーツはラジヲマンのものとは形状が異なり、背中側に冷却塔も無い事から、ただの胸甲と見られる。
掲載誌のグリフォン第4号までは「リトル・ボーイ」と表記紹介してあったが、それ以降は「ボーイ」としか紹介されなくなっている。
ソーラー仮面
数少ないレギュラーの1人。元は科学者だったが科学に絶望し、「人間も自然の一部として生きるべき」との主張を強硬手段を使ってでも訴える悪の仮面ヒーロー。主たる被害者その2。決め台詞は月をバックに「作らせない、持たせない、持ち込ませない! 私は地球環境の擁護者、ソーラー仮面!」。
悪のラジヲマン
昼は遊び人の金さんとして、夜はラジヲマンとして活動する。祖国を一流国家に押し上げ、一日二食で我慢している国民に白米を食べさせるため、核ミサイルを開発しようと原子力開発の資料を集める。偉大で卓越した戦略家にして百戦百勝の鋼鉄の霊将でもって天才的思想家であり、慈愛深く絶世の愛国者の上に理論家で英雄で指導者で最高司令官な民族の太陽。ラジヲマンと対決するが、世界の列強に加わるべく開発された輝かしい新兵器、民族の精華ロドン1号による誤爆で日本海に散った。だがラジヲマンが帰宅すると部屋は押し入られて物色されており、ロドン1号の弾頭も外してあったので生きているらしい。決め台詞は仁王立ちして右手を斜め上に掲げた姿勢で「私こそが偉大で卓越した戦略家にして…(中略)…民族の太陽であるところのラジヲマンだ!」。
悪のラジヲマン2号
部下数名とともに登場。『海岸ばた歩いている原子力技術者をかっさらって国に連れ帰る（30人ぐらいかっさらって全部はずれだったらしい）』を目的として潜入。だが原子力犬「むつ」をけしかけられ逃走。その後、悪のラジヲマンに叱られている。連載されていた1990年代初頭には北朝鮮による日本人拉致問題がまだ表面化しておらず、あくまで謎の国が引き起こした問題として描かれている。
プルートー君
日本の政府機関から派遣されている、目がヤヴァめなエージェント。合言葉は「飲んでも平気」。

## 掲載記録
- 第1話「原子力の男」 グリフォン1992年秋号掲載
- 番外編「ラジヲマンの秘密」 グリフォン1993年冬号掲載
- 第2話「原子力犬むつ」 グリフォン1993年春号掲載
- 第3話「何かありそうなトムスク7」 グリフォン1993年夏号掲載
- 第4話「謎の国から来た挑戦」 グリフォン1993年秋号掲載
- 第5話「懲りずに再び来た挑戦」 グリフォン1994年冬号掲載
- 第6話「頼れる仲間…!」 グリフォン1994年春号掲載
- 特別読切「ミライノヒカリ」 月刊COMICリュウ2007年11月号掲載

（以上が刊行された雑誌全てである）